# Boletochaete setulosa
Boletochaete setulosa är en svampart som beskrevs av M. Zang 1986. Boletochaete setulosa ingår i släktet Boletochaete och familjen Boletaceae.   Inga underarter finns listade i Catalogue of Life.